# Домбрувка-Лубнянська
Домбрувка-Лубнянська (пол. Dąbrówka Łubniańska, нім. Eichen) — село в Польщі, у гміні Лубняни Опольського повіту Опольського воєводства.
Населення — 578 осіб (2011).

## Демографія
Демографічна структура станом на 31 березня 2011 року:
|          | Загалом | Допрацездатний вік | Працездатний вік | Постпрацездатний вік |
| -------- | ------- | ------------------ | ---------------- | -------------------- |
| Чоловіки | 270     | 45                 | 199              | 26                   |
| Жінки    | 308     | 55                 | 184              | 69                   |
| Разом    | 578     | 100                | 383              | 95                   |